# Steve Chen
Steven Shih "Steve" Chen (25. august 1978) er en taiwansk-født amerikansk internet-iværksætter. Han er bedst kendt som medstifter og tidligere Chief technology officer af den populære hjemmeside YouTube. Efter at han var medstifter af selskabet AVOS Systems, Inc. og skabte video-delings app MixBit,  tiltrådte han Google Ventures i 2014.